# Simca 1300/1500
Simca 1300 і Simca 1500 — були великими сімейними автомобілями, які вироблялися французьким автовиробником Simca на його заводі в Пуассі з 1963 по 1966 рік і між 1966 і 1976 роками в оновлених версіях, як Simca 1301 і 1501.

## Опис

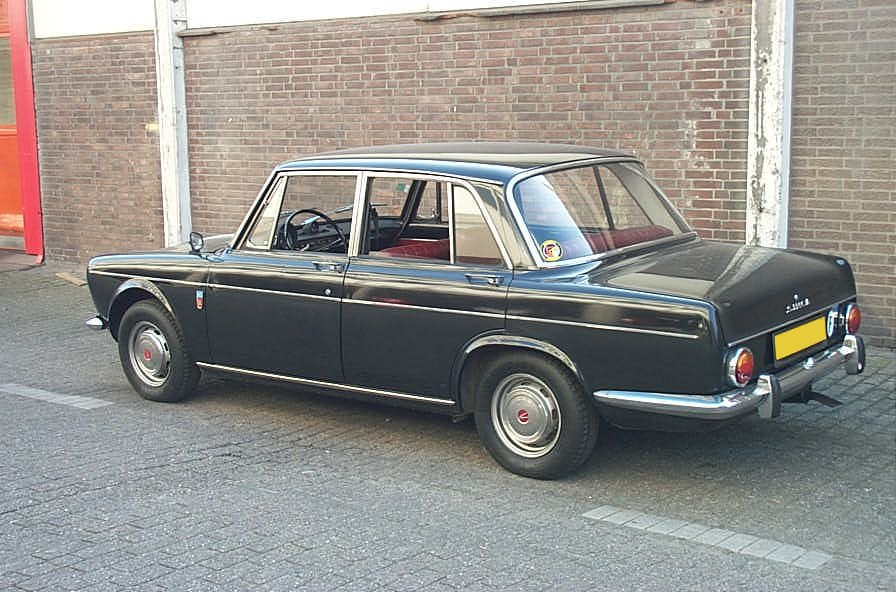
Simca 1500 (1963-1966)

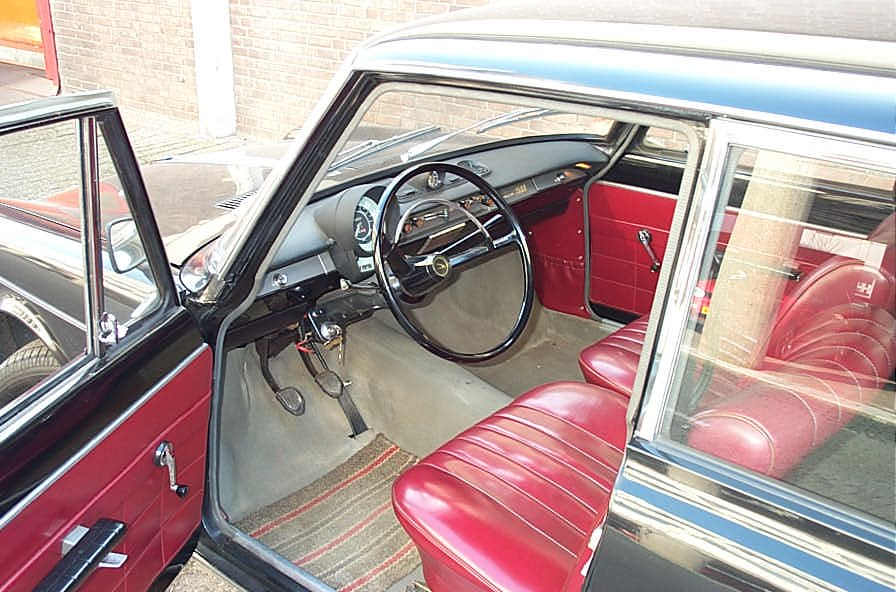
Салон

По суті, це були версії одного і того ж автомобіля, оснащеного 1,3-літровим або 1,5-літровим двигуном, звідки й пішли назви моделей.
Simca 1300 і Simca 1500 були ідентичними моделями, крім двигунів, елементів стилю та обладнання.
Решітка 1300 складалася з дев’яти горизонтальних і трьох вертикальних смуг, тоді як решітка 1500 мала лише одинадцять горизонтальних смуг. Ця модельна серія прийшла на зміну популярному довготривалому Simca Aronde і спочатку була доступна лише з 4-дверним кузовом седан, але в 1964 році 1500 отримав версію універсал (1300 універсал представили у 1965 році).
Варіанти універсал мали деякі цікаві особливості. Усі мали роздільні двері багажника – заднє лобове скло опускалося в нижню частину, яку потім можна було скласти. З одного боку, це дозволило отримати доступ до вантажного відсіку, не відкриваючи повністю двері багажника. З іншого боку, це означало, що обігрівач заднього скла ніколи не можна було встановити в універсалах. Крім того, вантажна підлога у версії 1500 GL, яка одночасно служила кришкою для запасного колеса (в горизонтальному положенні), могла бути знята та, завдяки чотирьом складаним ніжкам, перетворена на столик для пікніка. Версія 1500 Familial мала два дитячих сидіння (один навпроти одного) у вантажному відсіку та багажник на даху.
Будучи досить популярними, особливо у Франції та Німеччині, ці Simca можна запам’ятати деякими примхами щодо обох серій. 1300/1500 поставлявся зі зсувом колонок для ринків з лівостороннім кермом, але версії з правим кермом були перетворені на перемикання підлоги. Переобладнання чомусь призвело до «дзеркального» перемикання: перша і друга передачі були ближче до водія, а третя і четверта ліворуч.
Крім того, модель 1500 GLA, яка спочатку була єдиною в асортименті з автоматичною трансмісією, спочатку була доступна лише в коричневому металевому кольорі. Подібна ситуація стосувалася внутрішніх килимів, які мали насичений червоний колір незалежно від зовнішнього кольору.
Виробництво з 1963 по 1966 рік (разом моделі 1300 і 1500): 712 239 одиниць.

### Двигуни
- 1.3 L Rush ohv I4
- 1.5 L ohv I4

### 1301/1501

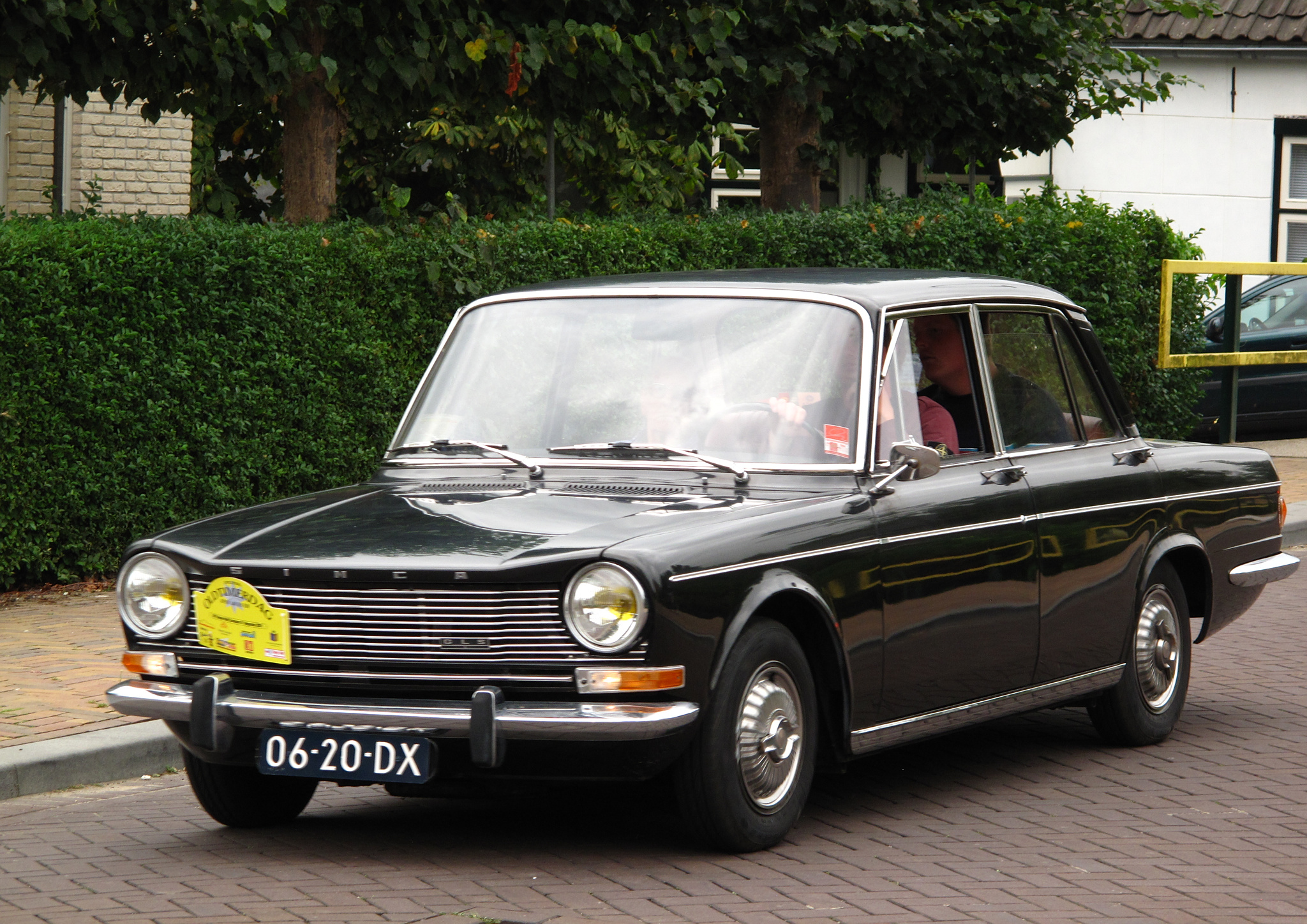
Simca 1501 Luxe Super (1966-1970)

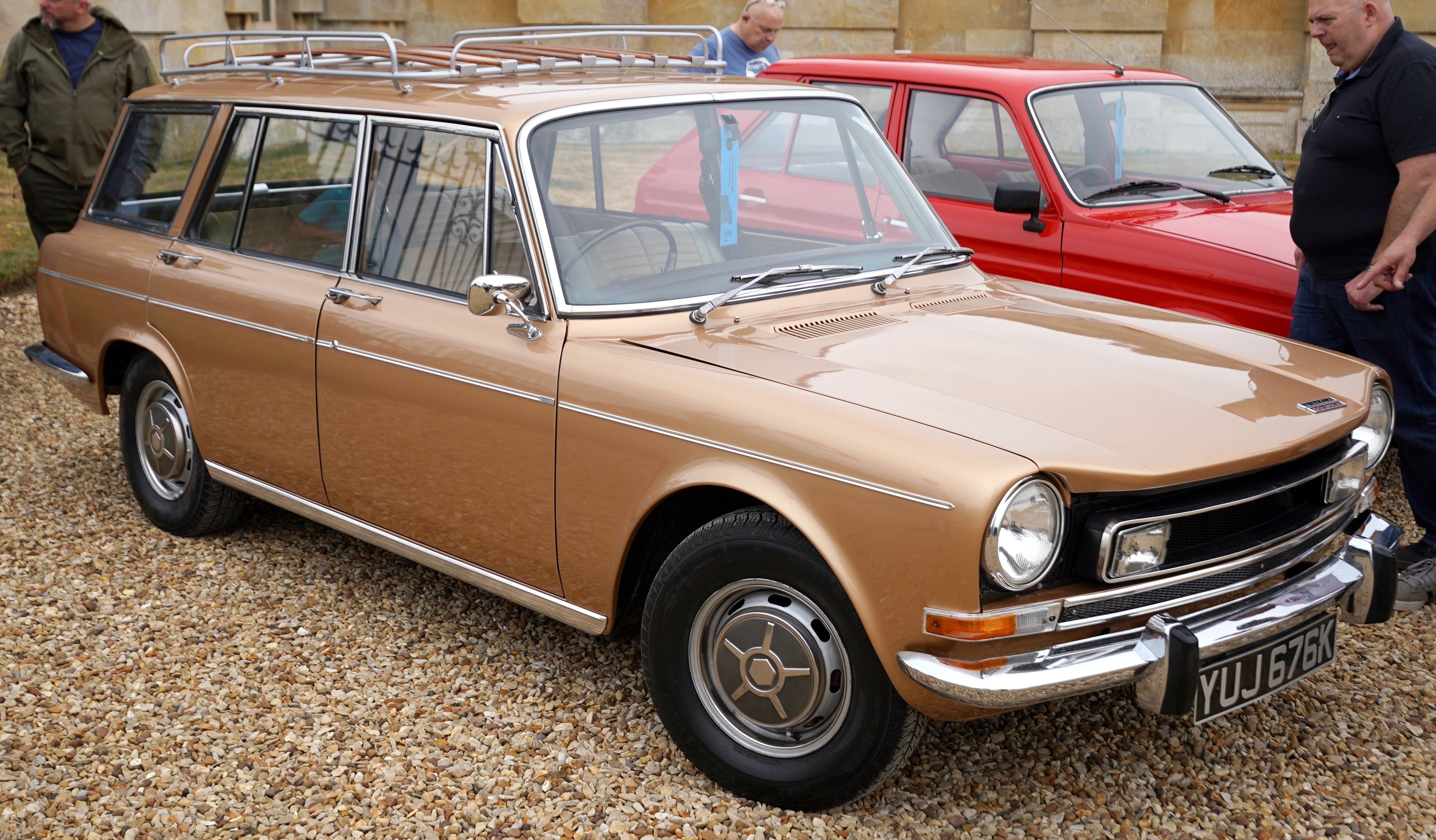
Simca 1501 Special Break (1970-1976)

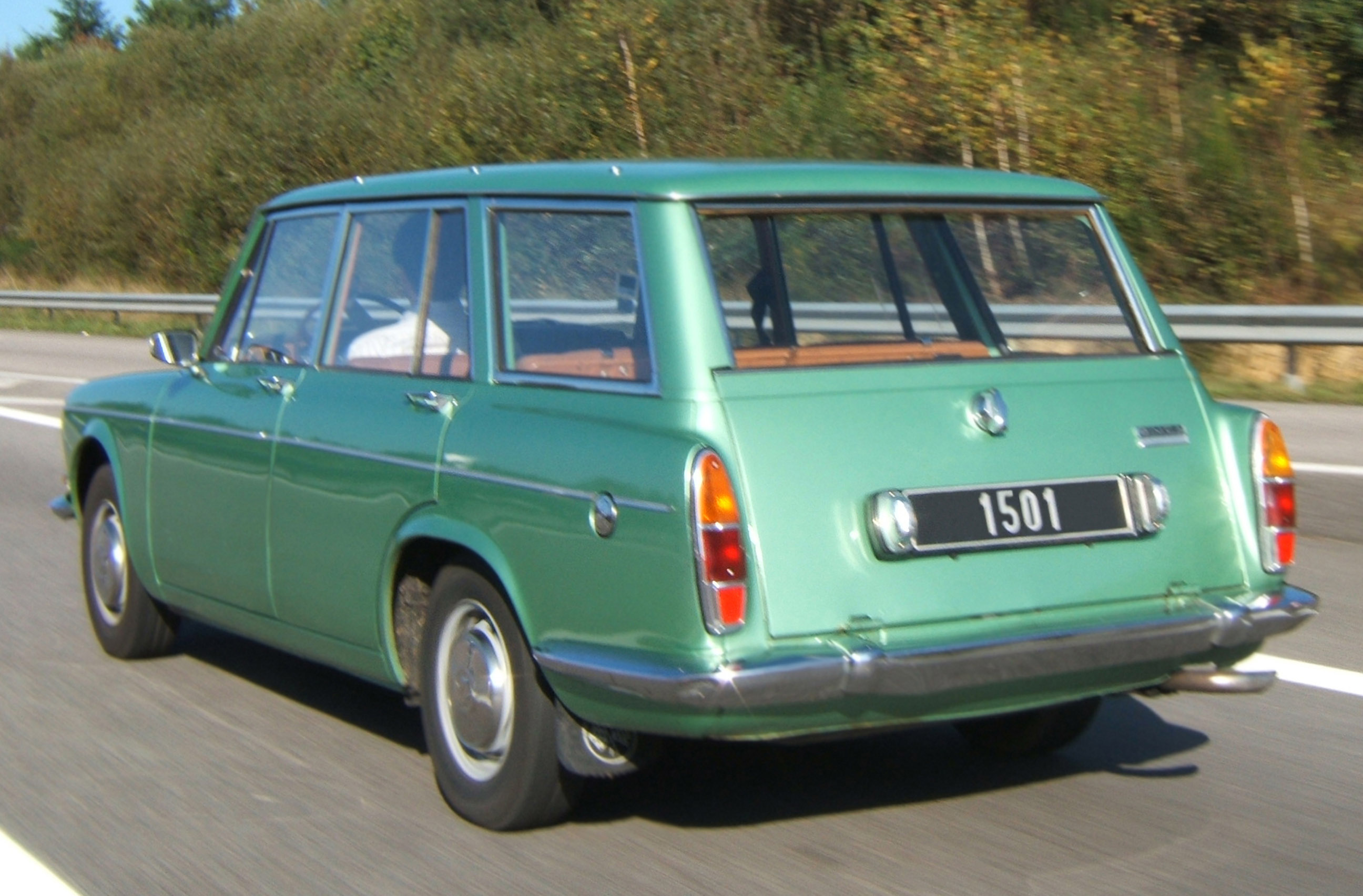
Simca 1501 Special Break (1970-1976)

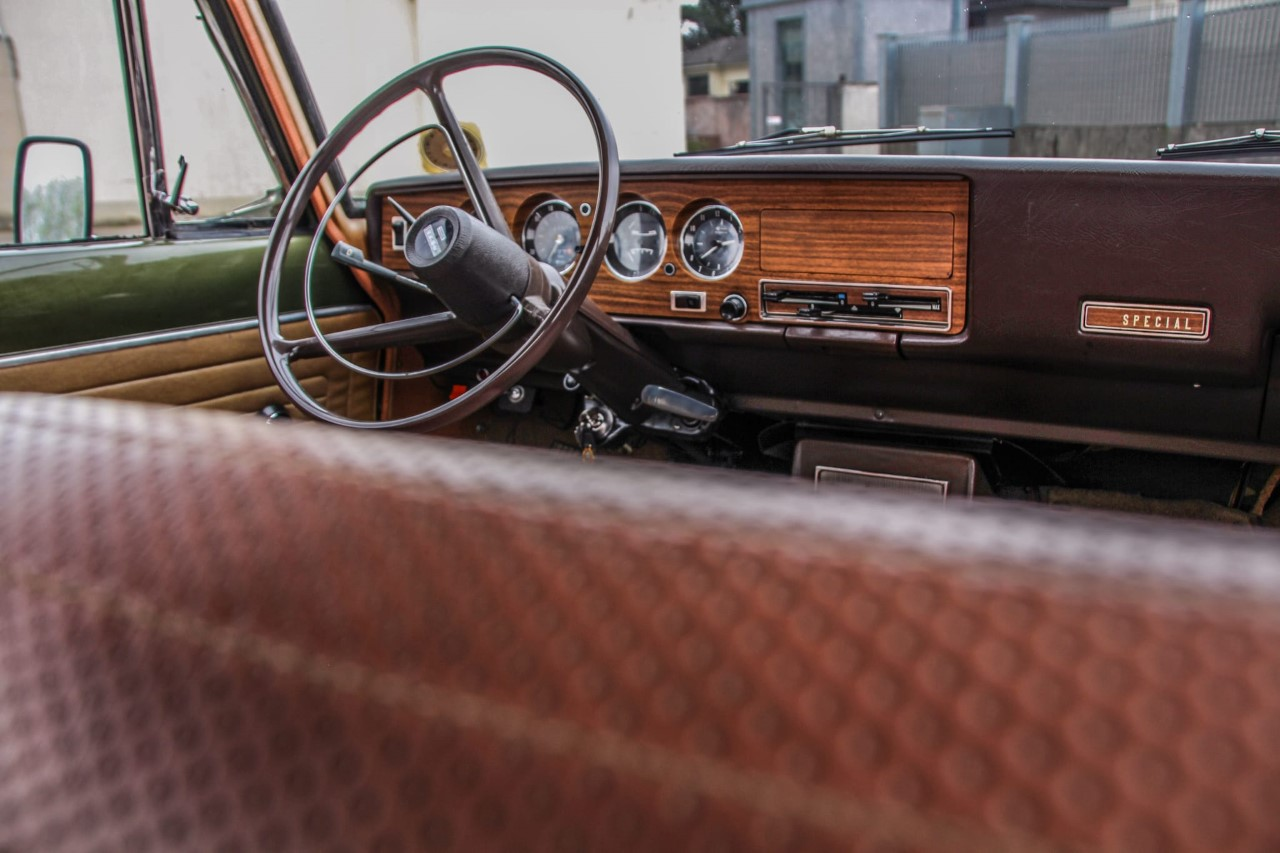
Салон

У жовтні 1966 року відбувся фейсліфтинг, моделі тепер називалися 1301 і 1501. Вони були на 7 см довшими спереду і на 13,5 см ззаду. Багажник став більшим, капот витягнутий вперед, змінилася решітка радіатора, замість круглих задні ліхтарі стали плоскі, прямокутні. Всередині автомобілі отримали іншу панель приладів. Високий, круглий центральний прилад, який Simca запозичив від моделей Aronde, поступився місцем горизонтальному дисплею зі стрічковим спідометром, який тепер оточений імітацією дерева, відповідно до смаку того часу. Крім того, була вдосконалена система опалення та вентиляції. Simca пропонувала серію 1301/1501 у варіантах оснащення Luxe Super, Grand Luxe і Grand Luxe Super, а також універсали Tourisme LS і GLS. З весни 1969 року всі моделі поставлялися з радіальними шинами, а також був представлений 1501 Speciale потужністю 81 к.с.

#### Модернізація
На початку 1970 року були представлені переглянуті моделі 1301/1501 і 1301/1501 Tourisme. Всі моделі серії отримали нову панель приладів з трьома або чотирма круглими приладами, нову решітку радіатора і монограму Chrysler. 31 серпня 1971 року Simca стала "Chrysler France".
На початку 1972 року моделі 1301 і 1301 Tourisme отримали решітку радіатора 1501. Через рік моделі були оснащені новою коробкою передач і новими гальмами. Вже навесні 1974 року 1501 і 1501 Tourisme були знову доступні через низькі продажі Chrysler 160/180, які пропонувалися в той же час.
Восени 1975 року Chrysler представив Chrysler-Simca 1307 і 1308 на Паризькому салоні. Навесні 1976 року виробництво 1301 і 1501 припинилося.

#### Двигуни
- 1.3 L Rush ohv I4
- 1.3 L Type 345 ohv I4
- 1.5 L Type 342 ohv I4